# Bagiński
Bagiński (forma żeńska: Bagińska; liczba mnoga Bagińscy) – polskie nazwisko, które nosi ponad 11 tysięcy osób, najwięcej na północno-wschodnim Mazowszu (ziemia łomżyńska i wiska) oraz na Dolnym Śląsku. W rankingu najpopularniejszych nazwisk w kraju na miejscu 356.

## Rody szlacheckie
Nazwisko to nosiło w Rzeczypospolitej kilka rodów szlacheckich. W herbarzach wymieniani są Bagińscy herbu Korczak, Korwin, Lubicz, Ślepowron. Jeden ród pieczętował się herbem własnym odmianą herbu Radwan. Gniazdem rodu była wieś Bagienice w powiecie szreńskim, województwie płockim (podział z I RP). Najstarszym odnotowanym przedstawicielem tego rodu (1552 r.) był Jan Bagiński przydomek Żołądek – właściciel wsi Bagienice.

## Etymologia nazwiska
Bagiński – pierwsza wzmianka w 1552, nazwisko powstało poprzez dodanie formantu ski do nazw miejscowych Bagno, Bagienice, Bagieńsko, Bagienko (częste).

## Statystyki
W Polsce żyją 11173 osoby o nazwisku „Bagiński” lub jego żeńskiej formie „Bagińska”. 1/4 osób posiadających te nazwisko skupia się na rdzennym obszarze występowania, czyli Mazowszu, a prawie 1/3 na Śląsku. Duża liczba osób noszących nazwisko „Bagiński” mieszka również na Pomorzu (12,5%) oraz Podlasiu. Największa liczba przedstawicieli mieszka w dawnych województwach: wrocławskim - 1302 osoby i łomżyńskim - 1116 osób.
| Nr | Kraina historyczna       | Liczba osób o nazwisku „Bagiński” | Procent wszystkich „Bagińskich” |
| -- | ------------------------ | --------------------------------- | ------------------------------- |
| 1  | Śląsk                    | 3197                              | 31,5%                           |
| 2  | Mazowsze                 | 2437                              | 24,5%                           |
| 3  | Pomorze                  | 1243                              | 12,5%                           |
| 4  | Podlasie i Suwalszczyzna | 1173                              | 11,5%                           |
| 5  | Wielkopolska             | 708                               | 7%                              |
| 6  | Małopolska               | 488                               | 5%                              |
| 7  | Kujawy                   | 453                               | 4,5%                            |
| 8  | Warmia i Mazury          | 383                               | 3,5%                            |

### Nazwy miejscowości
Obecnie w Polsce istnieje 13 miejscowości, których nazwę możemy utożsamiać z nazwiskiem Bagiński. Największa z nich to Bagienice Małe – wieś w województwie warmińsko-mazurskim licząca ok. 260 mieszkańców, a najmniejsza to Stare Bagińskie – zaledwie 20 mieszkańców. W przeszłości istniała wieś Bagienice w okolicach Płocka, która była kolebką rodu Bagińskich. Większość wyżej wymienionych miejscowości mieści się na Mazowszu (w województwach mazowieckim i podlaskim).
- Bagienice – wieś w Polsce położona w województwie mazowieckim, w powiecie przasnyskim, w gminie Chorzele.
- Bagienice – wieś w Polsce położona w województwie podlaskim, w powiecie grajewskim, w gminie Wąsosz.
- Bagienice – wieś w Polsce położona w województwie podlaskim, w powiecie łomżyńskim, w gminie Przytuły.
- Bagienice – wieś w Polsce położona w województwie warmińsko-mazurskim, w powiecie mrągowskim, w gminie Mrągowo.
- Bagienice Duże – wieś w Polsce położona w województwie mazowieckim, w powiecie żuromińskim, w gminie Kuczbork-Osada.
- Bagienice Małe – wieś w Polsce położona w województwie mazowieckim, w powiecie żuromińskim, w gminie Kuczbork-Osada.
- Bagienice Małe – wieś w Polsce położona w województwie warmińsko-mazurskim, w powiecie mrągowskim, w gminie Mrągowo.
- Bagienice Nowe – wieś w Polsce położona w województwie mazowieckim, w powiecie żuromińskim, w gminie Kuczbork-Osada.
- Bagienice Szlacheckie – wieś w Polsce położona w województwie mazowieckim, w powiecie makowskim, w gminie Krasnosielc.
- Bagieńsko – wieś w Polsce położona w województwie warmińsko-mazurskim, w powiecie ostródzkim, w gmina Miłomłyn.
- Bagińskie – wieś w Polsce położona w województwie podlaskim, w powiecie kolneńskim, w gminie Grabowo.
- Nowe Bagińskie – wieś w Polsce położona w województwie podlaskim, w powiecie bielskim, w gminie Wyszki.
- Stare Bagińskie – wieś w Polsce położona w województwie podlaskim, w powiecie bielskim, w gminie Wyszki.

### Nazwy ulic
- ulica Bagińskiego w Toruniu
- ulica Bagińskiego w Mławie
- ulica Bagińskiego w Łapach
- ulica Bagińska w Ostrowi Mazowieckiej

## Znani Bagińscy

### Mężczyźni

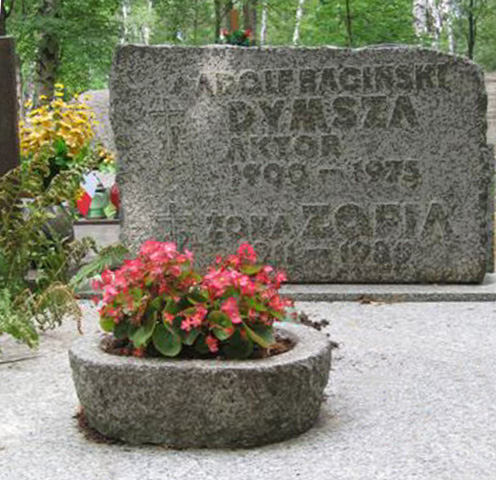
Adolf Bagiński

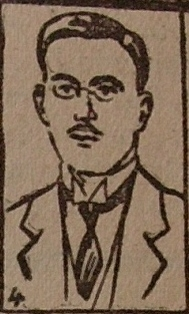
Kazimierz Bagiński

- Adam Bagiński – lekkoatleta, reprezentant Polski w dziesięcioboju na ME 82
- Adam Bagiński – hokeista GKS Tychy
- Adolf Bagiński – polski aktor kabaretowy i filmowy, znany jako Adolf Dymsza
- Bogusław Bagiński – geolog, petrolog, profesor Uniwersytetu Warszawskiego
- Kazimierz Bagiński – działacz ruchu ludowego, współorganizator PSL „Wyzwolenie”, zastępca prezesa RJN, jeden z oskarżonych w moskiewskim „procesie szesnastu” w 1945 roku
- Krzysztof Bagiński – starosta białogardzki
- Henryk Bagiński – historyk wojskowości, inżynier, pułkownik WP, instruktor harcerski, harcmistrz
- Jan Bagiński – biskup pomocniczy opolski
- Jan Bagiński (prałat) – proboszcz katedry świdnickiej
- Michał Bagiński ps. Vamos – dziennikarz, wydawca portalu Wirtualna Polska, dwukrotny członek misji OBWE
- Michał Bagiński – gitarzysta rockowy, członek zespołów Kangaros i Big Day
- Mieczysław Bagiński – wojewoda łomżyński (1994–1997)
- Ryszard Bagiński – rektor Politechniki Szczecińskiej w latach 1947 – 1952
- Stanisław Bagiński ps. „Żuraw” – oficer taborów Brygady Świętokrzyskiej
- Stanisław Bagiński – artysta malarz
- Stefan Bagiński – fotoreporter Referatu Fotograficznego BIP
- Tomasz Bagiński – polski artysta-malarz, animator i grafik komputerowy
- Walery Bagiński – oficer Wojska Polskiego posądzony o zorganizowanie zamachu na Cytadelę Warszawską
- Zbigniew Bagiński – polski kompozytor 2 połowy XX w.
- Bronisław Bagiński – (1921–1990) dyrektor Zakładów Urządzeń Okrętowych „BOMET” w Barlinku. Zasłużony dla miasta Barlinek. Działacz społeczny. Twórca wielu przedsięwzięć kulturalnych. Patron stadionu sportowego w Barlinku.

### Kobiety
- Danuta Bagińska – pseud. artystyczny Dana Andreev, autorka plakatów, grafik, rzeźbiarka
- Lidia Iwona Bagińska – adwokat, radca prawny, w 2006 r. została wybrana na sędziego Trybunału Konstytucyjnego
- Zofia Bagińska – siostra Teresa, zakonnica, żołnierz AK

### Obcokrajowcy o nazwisku Baginski / Baginsky
- Max Baginski – niemiecki szewc; ideolog i działacz anarchistyczny, socjaldemokrata, wydawca gazety Chicago Worker
- Adolf Baginsky – międzynarodowej sławy niemiecki lekarz, pediatra.

### Bohaterowie fikcyjni
- Aleks Bagiński – główny bohater filmu Fuks
- Tadeusz Bagiński – bohater filmu Fuks, ojciec Aleksa